# Панель (гірництво)
Панель (рос. панель, англ. panel, stall, нім. Paneel n, Abteilung f, Abbaupaneel n, Baufeldteil m, Abbaufeldteil m, Grubenfeldteil m) –
- 1) При підземній розробці родовищ корисних копалин — частина пласта в межах шахтного поля, обмежена за підняттям і падінням межами виїмкового ступеня; а за простяганням — межами сусідніх панелей або з одного боку межею шахтного поля.

Панель обслуговується самостійною транспортною виробкою — бремсберґом, похилом або (на горизонтальних пластах) панельним штреком. Транспортну виробку здебільшого розташовують у центрі П. (як показано на рис.), але вона може бути розташована і на фланзі П. У першому випадку П. називають двокрилою, а у другому — однокрилою. За падінням П. поділя-ється на яруси, а у деяких випадках і на під'яруси. Розміри П. за простяганням: для потужних пластів — 2000—2500 м, для тонких і середньої потужності — 2500–3000 м, за падінням — 1200—1500 м.
- 2) При відкритій розробці родовищ корисних копалин — частина робочого горизонту в кар'єрі, обмежена поздовжньою і поперечними розрізними траншеями. Панелі формують при панельному способі відробки горизонтів. Ширина панелі при розробці похилих і крутоспадних покладів приймається такою ж, як величина посування фронту гірничих робіт, необхідно-го для розкриття нижчого горизонту. При розробці горизонтальних і пологоспадних родовищ ширину панелі прирівнюють до річного посування фронту гірничих робіт. Довжина панелі складає при автомоб. транспорті в скельних породах 300—500 м.